# Herkenbosch

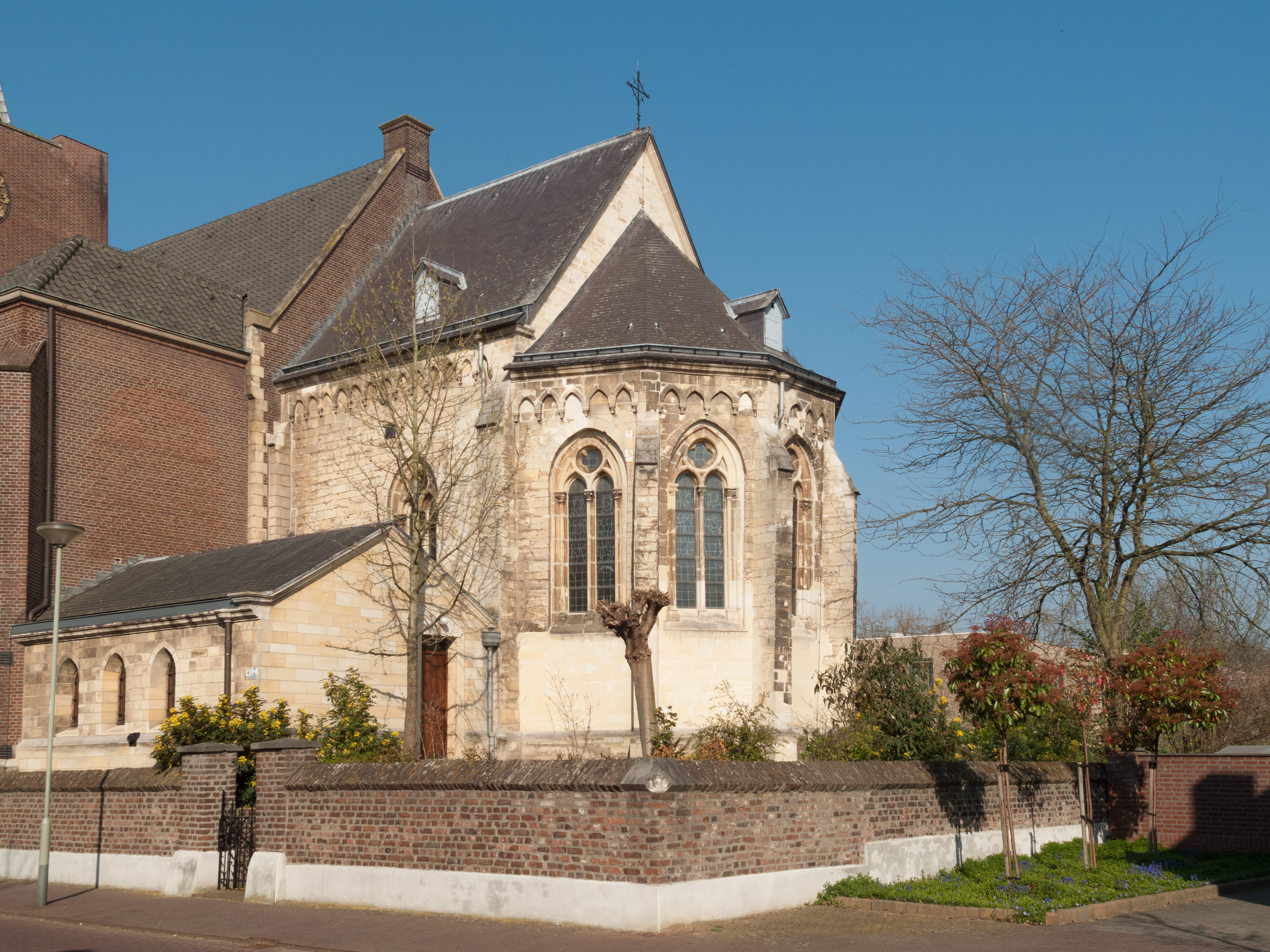
Herkenbosch, iglesia de San Sebastián.

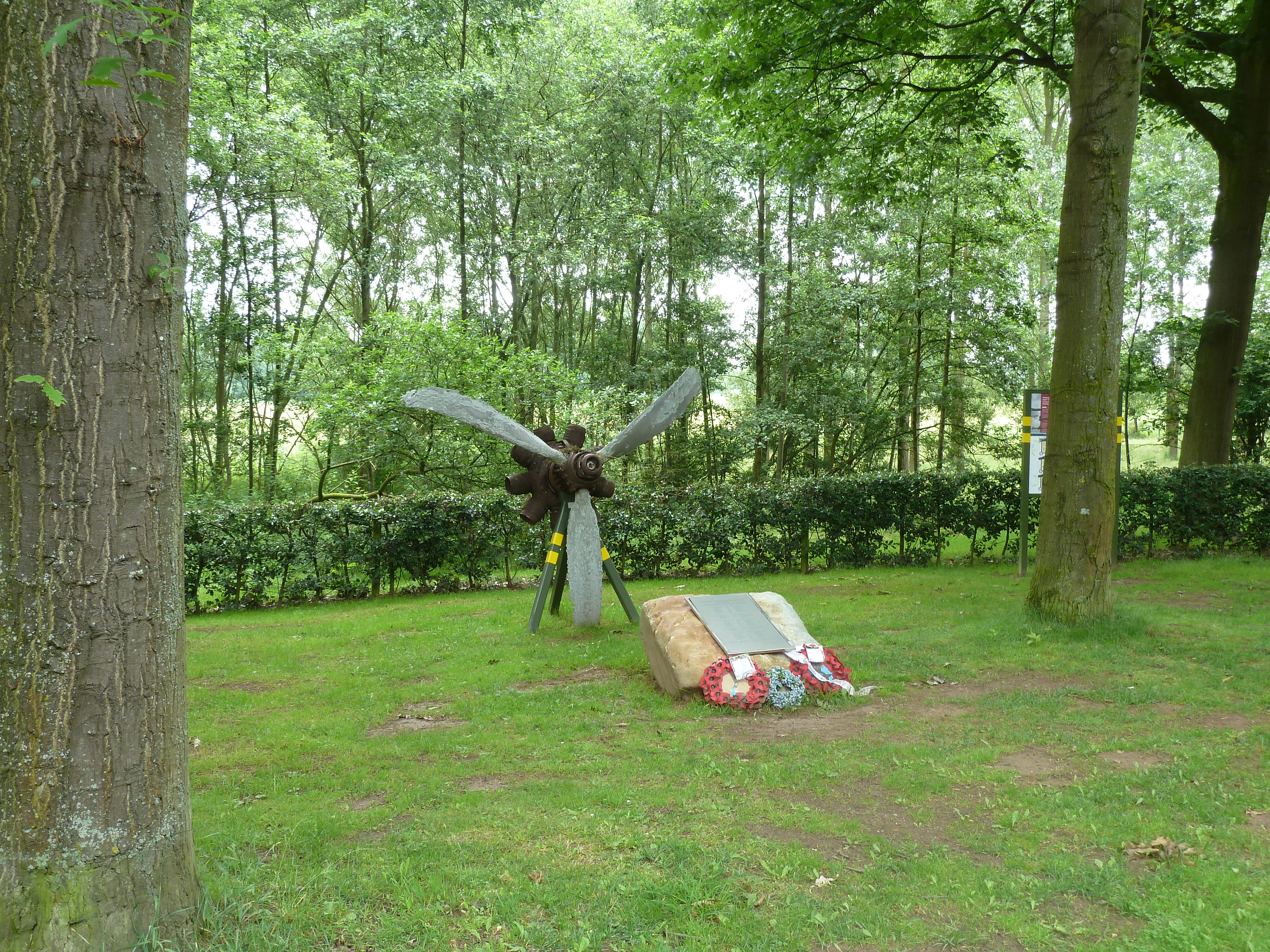
Homenaje a las aeronaves y tripulaciones que se estrellaron durante la Segunda Guerra Mundial en Herkenboscher Broek, Vlodropper Broek y el área de Meinweg, Herkenbosch.

Herkenbosch es un pueblo neerlandés situado en el municipio de Roerdalen, en la provincia de Limburgo, Reino de los Países Bajos. El 1 de enero de 2007, el pueblo contaba con 4 170 habitantes.
Hasta 2003, Herkenbosch formaba parte del municipio de Melick en Herkenbosch.